# قصر عيسى الكبير (البحرين)
قصر عيسى الكبير هو أحد المعالم التاريخية والثقافية البارزة في المحرق، البحرين. يُعتبر القصر مثالًا رائعًا للعمارة التقليدية البحرينية ويتمتع بجماله الفريد وتاريخه العريق.
يقع قصر عيسى الكبير في قلب منطقة المحرق، وهي منطقة تاريخية تعود إلى القرون الوسطى. يعود تاريخ بناء القصر إلى القرن الـ19، حيث تم بناؤه على يد الشيخ عيسى بن علي آل خليفة، وهو من أشهر حكام البحرين السابقين.
يتميز قصر عيسى الكبير بتصميمه الفريد والجميل، حيث يتألف من مجموعة من المباني المترابطة والحدائق الخلابة. يتميز القصر بواجهته الأمامية الرائعة، التي تتميز بالزخرفات المعمارية البارزة والأعمدة الرخامية الجميلة. كما يحتوي القصر على مساحات داخلية فسيحة مزينة بالألوان الزاهية والمنحوتات الفنية التقليدية.
تُعَدُّ حدائق قصر عيسى الكبير من أبرز معالمه، حيث تتميز بتنوع النباتات والأشجار والورود المزهرة. تعتبر الحدائق مكانًا مثاليًا للاسترخاء والتجول، حيث يمكن للزوار الاستمتاع بالهواء النقي والمناظر الطبيعية الخلابة.
يعتبر قصر عيسى الكبير مركزًا ثقافيًا هامًا في المحرق، حيث يستضيف مجموعة من الفعاليات الثقافية والفنية، مثل المعارض والمحاضرات والعروض الفنية. كما يتم تنظيم العديد من الفعاليات التراثية التي تسلط الضوء على التراث البحريني والثقافة المحلية.
ويتميّز بيت الشيخ عيسى بن علي آل خليفة بكونه ذا لمسة معمارية إسلامية، وقد أقام فيه المغفور له وجعل منه مقراً لمجلس نوّاب «حكومته»، حيث يتكوّن البيت من أربع باحات، بكل واحدة منها عدد من الغرف المرتبة التي تحتضن شواهد تعكس الحياة الملكية في القرن التاسع عشر تحديدًا، ويمثل بيت الشيخ عيسى بن علي أحد أروع الأمثلة على العمارة الإسلاميّة في الخليج العربيّ. 
وايضاً كان بيتًا ومجلسًا ومكان إدارة شؤون الحياة، فكان الشيخ عيسى يلتقي فيه بالزعماء والقادة والمؤرخين والرحالة والشعراء والتجار والكثير، ومن أبرز الشخصيات التي زارت البيت الملك عبدالعزيز بن عبدالرحمن آل سعود (مؤسس المملكة العربية السعودية)، والفلكي محمد بن خليفة النبهاني الذي زار البيت في العام 1914 للحديث عن إمكانية وجود النفط في منطقة الصخير، وقد تحقق ذلك حين تم حفر أول بئر بالبحرين في العام 1932، وكذلك جاء الأديب والراحلة أمين الريحاني صاحب كتاب (ملوك العرب) وجلس في بيت الشيخ عيسى بن علي، وهو الذي وصف البيت بشكل دقيق. 

## موقع القصر وتكوينه
بيت الشيخ عيسى بن علي آل خليفة بني في العام 1800 كما جاء في بعض الروايات، ثم أعاد بناءه الشيخ عيسى بن علي آل خليفة بشكل معماري فريد، ففي البيت الكثير من الغرف الأرضية والعلوية، والأبراج الهوائية (البادقير)، ومجموعة من الساحات (الحوش) وكذلك آبار الماء العذب، ومجالس الرجال، وله مدخلان رئيسيان، من جهة الشمال ومن جهة الشرق.

فقصر عيسى الكبير يقع في قلب المحرق وعلى احدى هضابها الستة، وكان يشاهد في السابق من البحر وذلك لعلوه، فهو في أعلى المحرق، وكان حول البيت بيوت للأسرة المالكة، وحولهم وبينهم بيوت العائلات العربية التي امتهنت الغوص والتجارة والحرف اليدوية وغيرها، وقد تشكلت على إثر ذلك فرجان المحرق القديمة (الحواري) وتعود تسمية تلك الفرجان للعائلات التي استوطنتها وكان لها حضور وطني مشرف، وهي فرجان قديمة يعرفها أهالي البحرين.

## تطوير القصر
في كلمة الملك حمد بن عيسى آل خليفة في أفتتاح دور الأنعقاد الثاني للمجلس الوطني في أكتوبر 2023م:
" ونوجه هنا، بوضع خطة عمل تختص بالمحافظة على الهوية التاريخية والثقافية لمباني ومدن البحرين، وسنعمل، في سياق ذلك، على إحياء قصر عيسى الكبير الذي سنعتمده كأحد المقار الرئيسية لعملنا، ومعه الأحياء المعروفة بمدينة المحرق التي نتطلع إلى عودة أهلها لها، تكريمًا لذلك المجد الوطني المشهود في وطن الطيبة والكرامة. "
الجدير بالذكر أن مساحة تطوير مدينة المحرق تمتد إلى 1.4 مليون متر مربع وتشمل مساحات خضراء بمساحة 12 ألف متر مربع ومباني ذو قيمة تراثية بالإضافة إلى وحدات جديدة ووحدات تم ترميمها إلى جانب مواقف متعددة الطوابق وأرضية، وممرات حركة.